# Naoto Oshima
Naoto Oshima (Japans: 大島 直人; Ōshima Naoto) (Osaka, 26 februari 1964) is een Japans computerspelontwikkelaar. Oshima werd bekend als ontwerper van de personages Sonic the Hedgehog en Dr. Robotnik.

## Carrière
Na het voltooien van de universiteit ging Oshima in 1987 werken voor Sega. Hij startte met het grafisch ontwerp van diverse games, en ging in 1991 werken aan het karakterontwerp voor het spel Sonic the Hedgehog. Het spel werd een commercieel succes en het personage Sonic werd uiteindelijke de hoofdmascotte van Sega.
In de jaren 90 van de twintigste eeuw deed Oshima ook de regie van diverse spellen, zoals Sonic CD en Nights into Dreams.
Na het verlaten van Sonic Team startte hij in 1999 een eigen ontwerpstudio, genaamd Artoon, waar hij onder meer de spellen Pinobee: Wings of Adventure en Blinx: The Time Sweeper ontwierp. Nadat de studio in 2010 werd overgenomen door AQ Interactive, startte hij in datzelfde jaar de studio Arzest.
Oshima werkte na 20 jaar weer samen met Sonic Team-collega Yuji Naka aan het spel Balan Wonderworld, dat verscheen in 2021.

## Werken (selectie)
- Phantasy Star (1987, ontwerp)
- Last Battle (1989, artdirector)
- Sonic the Hedgehog (1991, karakterontwerp)
- Sonic CD (1993, regie)
- Nights into Dreams (1996, regie, karakterontwerp)
- Sonic Adventure (1998, ontwerp)
- Pinobee: Wings of Adventure (2001, regie, karakterontwerp)
- Blinx: The Time Sweeper (2002, regie)
- Yoshi's Universal Gravitation (2004, producent)
- Yoshi's Island DS (2006, producent)
- FlingSmash (2010, producent)
- Hey! Pikmin (2017, producent)
- Balan Wonderworld (2021, karakterontwerp)